# Still with Me
Still with Me is een single van de Vlaamse zangeres Natalia Druyts en wordt in Vlaanderen uitgebracht op 6 november 2009. Still with Me is de vijfde uitgebrachte single, afkomstig van Natalia's vierde en recentste studio-album: Wise Girl. Natalia schreef het lied zelf, n.a.v. de sterfte van haar meter in 2008. Dit is de éérste single van Natalia die niet in de ultratop 50 stond.